# 小山市立小山城南中学校
小山市立小山城南中学校（おやましりつ おやまじょうなんちゅうがっこう）は、栃木県小山市東城南にある公立中学校。

## 概要
本校のある城南地区は小山市の発展に伴い10数年にわたって、都市化が進み国道50号線沿線を中心に 、活気に満ちた商店街が形成されている。1987年4月に創立。生徒数769名（2017年4月22日現在）の大規模校となっている。
2015年5月から「はるかのひまわり絆プロジェクト」を行っており、ヒマワリの種は近隣中学校である小山市立小山第三中学校から貰ったものである。

## 沿革
- 1987年
  - 4月1日 - 小山市立小山城南中学校として開校。
  - 11月21日 - 校歌・校章制定、校旗樹立記念式典挙行。

## 通学区域
通学区域は以下の通りである。
- 小山市
  - 小山の一部
  - 神鳥谷の一部
  - 駅南町1-6丁目
  - 三峯1-2丁目
  - 神山1-2丁目
  - 東城南1-5丁目
  - 西城南1-7丁目

## 制服
- 男子　
  - 冬服は標準的なブレザー、カッターシャツ、スラックスである。
  - 夏服はカッターシャツ、スラックスである。
- 女子　
  - 冬服はブレザー、カッターシャツ、吊りスカートである。
  - 夏服はカッターシャツ、吊りスカートである。

## 進学前小学校
- 小山市立小山城南小学校
- 小山市立旭小学校
- 小山市立大谷東小学校
- 小山市立東城南小学校

## 交通
- JR東北新幹線・東北本線（宇都宮線）・水戸線・両毛線 小山駅より約2.6km
- 関東バス小山駅東口循環線・小山市民病院線 城南中東バス停より約325m

## 周辺施設
- 小山市立旭小学校
- 小山市立小山城南小学校
- 栃木県立小山城南高等学校
- 小山城南市民交流センター